# مكسيميانوس
مكسيميانوس (250 –  يوليو 310 تقريبًا) كان إمبراطورًا رومانيًا حكم في الفترة الممتدة بين عامي 286 و305. كان القيصر منذ عام 285 وحتى عام 286، ثم الأغسطس منذ عام 286 وحتى عام 305. شارك لقب الأغسطس مع شريكه في الحكم الإمبراطوري والمسؤول عنه، ديوكلتيانوس، الذي كان فكره السياسي يتوافق وقوة مكسيميانوس العسكرية. اتخذ مكسيميانوس من ترير مقر إقامة له إلا أنه قضى معظم وقته في القيام بالحملات. في أواخر عام 285، قمع المتمردين المعروفين باسم الباكادي في بلاد الغال. منذ عام 285 وحتى عام 288، قاتل ضد القبائل الجرمانية على طول حدود نهر الراين. شنَّ وديوكلتيانوس حملة الأرض المحروقة على الألامانيون في عام 288، مزيلًا بصورة مؤقتة خطر الغزو الألماني على مقاطعات الراين.
تمرد كارسيس الذي عينه مكسيميانوس في جهاز شرطة شواطئ بحر المانش في عام 286، الأمر الذي أدى إلى انفصال بريطانيا وشمال غرب بلاد الغال. فشل مكسيميانوس بالإطاحة بكارسيس، ودمرت العواصف أسطول الغزو خاصته في عام 289 أو 290. شنّ قسطنطيوس، التابع لمكسيميانوس، حملة ضد خليفة كارسيس، أليكتوس، بينما كان مكسيميان مسيطرًا على الحصون الجرمانية في الراين. أُطيح بزعيم المتمردين في عام 296، وتوجه مكسيميانوس جنوبًا لمكافحة القرصنة بالقرب من هسبانيا وتوغل الأمازيغ في موريطنية. عندما انتهت هذه الحملات في عام 298، غادر إلى إيطاليا، حيث عاش في راحة حتى عام 305. بأمر من ديوكلتيانوس، تنازل مكسيميانوس عن منصبه في 1 مايو عام 305، ومنح قسطنطيوس المنصب الأغسطسي، ثم تقاعد وانتقل إلى جنوب إيطاليا.
في أواخر عام 306، حصل مكسيميانوس على لقب أغسطس مرة أخرى وساعد ابنه مكسنتيوس في التمرد في إيطاليا. في أبريل عام 307، حاول الإطاحة بابنه، لكنه فشل في ذلك ولاذ بالفرار إلى بلاط خليفة قسطنطيوس، قسطنطين العظيم (حفيد مكسيميانوس وصهره)، في ترير. في بلاط كارنونتوم في نوفمبر عام 308، أرغم ديوكلتيانوس وخليفته، غاليريوس، مكسيميانوس على التنازل عن مطالبته الإمبراطورية مجددًا. في أوائل عام 310، حاول مكسيميانوس حيازة لقب القسطنطين بينما كان الإمبراطور يقوم بحملة على الراين. أيّده القليل، وقبض عليه قسطنطين في مارسيليا. قتل مكسيميانوس نفسه في منتصف عام 310 بأمر من قسطنطين. خلال حرب قسطنطين ضد مكسنتيوس، جرى تطهير سمعة مكسيميانوس من جميع الأماكن العامة. ومع ذلك، بعد أن أطاح قسطنطين بمكسنتيوس وقتله، رُدَّ اعتبار مكسيميانوس، وأصبح مؤلّهًا.

## نشأته
وُلد مكسيميانوس بالقرب من سيرميوم (سريمسكا ميتروفيكا الحديثة، صربيا) في مقاطعة بانونيا، في عام 250 تقريبًا لعائلة من أصحاب المتاجر. فضلًا عن ذلك، تحتوي المصادر القديمة على تلميحات مبهمة حول كون مقاطعة إليريكام موطنه الأصلي، وحول خصاله البانونية، ونشأته القاسية على طول الجبهات التي دمرتها الحرب في الدانوب. انضم مكسيميانوس إلى الجيش وخدم مع ديوكلتيانوس تحت إمرة الإمبراطورَين أوريليان (270–275) وبروبوس ((282–276. من المحتمل أنه شارك في حملة بلاد الرافدين بقيادة كاروس في عام 283، وشهد انتخاب ديوكلتيانوس إمبراطورًا في 20 نوفمبر عام 284 في نيقوميديا. رأى الكاتب ستيفن وليامز والمؤرخ تيموثي بارنز تقليد ديوكلتيانوس لمكسيميانوس لقب القيصر بسرعة أن الرجلين كانا حلفين لفترة طويلة، وأن أدوارهما كانت متفق عليها مسبقًا، ومن المحتمل أن مكسيميانوس أيّد ديوكلتيانوس خلال حملته ضد كارينوس (283–285)، غير أنه لا يوجد دليل صريح على ذلك.
بِطاقتِه الفائقة وطبعه العدواني الثابت وعزوفه عن التمرد، كان مكسيميانوس مرشَّحًا جذابًا لمنصب إمبراطوري. وصف المؤرخ أوريليوس فيكتور من القرن الرابع مكسيميانوس بأنه «زميل جدير بالثقة في الصداقة، وإن كان فظًا إلى حد ما، وذو مواهب عسكرية عظيمة». على الرغم من صفاته الأخرى، لم يكن مكسيميانوس مثقفًا وفضّل الفعل على الفكر. أشارت خطابات المديح في عام 289، بعد مقارنة أعماله بانتصارات شيبيون الأفريقي على حنبعل خلال الحرب البونيقية الثانية، إلى أن مكسيميانوس لم يسمع بها قط. كانت طموحه عسكرية بحتة، وترك السياسة إلى ديوكلتيانوس. اقترح الخطيب المسيحي لاكتانتيوس أن مكسيميانوس شارك ديوكلتيانوس مواقفه الأساسية ولكنه كان أقل تزمتًا في ميوله، واستغل الفرص الشهوانية التي أتاحها منصبه كإمبراطور. اتهم لاكتانتيوس مكسيميانوس بتدنيس بنات أعضاء مجلس الشيوخ وسافر مع العذارى الشابات إرضاءً لشهوته التي لا تنتهي، إلا أن مصداقية لاكتانتيوس تُعد ضعيفة بسبب عدائه تجاه الوثنيين.
أنجب مكسيميانوس طفلين مع زوجته السورية يوتروبيا: مكسنتيوس وفاوستا. لا يوجد دليل صريح في المصادر القديمة على تاريخ ميلاديهما. تراوحت التوقعات الحديثة للعام الذي وُلد مكسنتيوس  بين عامي 276 و283، وبين عامي 289 و290 بالنسبة إلى فاوستا. غالبًا ما ذكرت المصادر القديمة أن ثيودورا، زوجة قسطنطيوس كلوروس، هي ابنة زوجة مكسيميانوس، ما أدى إلى زعم أوتو سيك وإرنست شتاين أنها وُلدت من زواج سابق ليوتروبيا وهانيباليانوس الأفريقي. يتحدى بارنز هذا الرأي قائلًا إن جميع مصادر «ابنة الزوجة» تستمد معلوماتها من العمل التاريخي غير الموثوق جزئيا، تاريخ الأباطرة، بينما تشير إليها مصادر أخرى أكثر موثوقية بأنها ابنة مكسيميانوس الطبيعية. خلص بارنز إلى أن ثيودورا وُلدت في موعد لا يتجاوز عام 275 لأحد زوجات مكسيميانوس التي لم يرد ذكرها، ويُرجح أنها إحدى بنات هانيباليانوس.

## تعيينه قيصرًا
في ميديولانوم (ميلانو، إيطاليا) في يوليو عام 285، أعلن ديوكلتيانوس أن مكسيميانوس هو الحاكم المشارك له، أو القيصر. تُعد أسباب هذا القرار معقدة. احتاج ديوكلتيانوس إلى مساعد لإدارة أعباء عمله الثقيلة في ظل الصراع الموجود في كل مقاطعة من مقاطعات الإمبراطورية، من بلاد الغال إلى سوريا، ومن مصر إلى منطقة الدانوب السفلى. يقول المؤرخ ستيفن ويليامز إن ديوكلتيانوس كان يعتبر نفسه جنرالًا دون المستوى واحتاج إلى رجل مثل مكسيميانوس لتولي معظم حروبه.
كان ديوكلتيانوس مستضعفًا لعدم وجود أبناء ذكور لديه، سوى ابنة واحدة، فاليريا، لا يمكنها أن تخلفه. لذلك اضطر إلى البحث عن حاكم مشارك من خارج أسرته وأن يكون ذلك الشخص محل ثقته. (زعم المؤرخ ويليام سيستون أن ديوكلتيانوس، مثله مثل الأباطرة معدومي الوَرثَة ممن سبقوه، تبنى مكسيميانوس ليكون ابنه الأغسطسي عقب تنصيبه إمبراطورًا. يتفق البعض، إلا أن المؤرخ فرانك كولب ذكر أن مزاعم التبني تستند إلى قراءة خاطئة للأدلة البابوية. مع ذلك، لم يُلقب مكسيميانوس نفسه باسم عائلة ديوكلتيانوس، فاليريوس).
في النهاية، علم ديوكلتيانوس أن الحكم المنفرد أمر خطير وأن سابقة الحكم المزدوج كانت موجودة مسبقًا. رغم براعتهما العسكرية، أُزيل الإمبراطوران اللذان حكما بشكل منفرد، أوريليان وبروبوس، من الحكم بسهولة. على النقيض من ذلك، قبل بضعة أعوام فقط، حكم الإمبراطور كاروس وأبناؤه بصورة مشتركة، وإن لم يكن ذلك لفترة طويلة. حتى الإمبراطور الأول، أغسطس (27 قبل الميلاد – 14 ميلادي)، تشارك الحكم مع زملائه والعديد من المكاتب الرسمية للحكم المشترك التي وُجدت منذ عهد ماركوس أوريليوس (161–180).

## إعتزال دقلديانوس ومكسيميانوس الحكم
في أول مايو سنة 305 م تنازل دقليديانوس عن العرش هو ومكسيميانوس، أي بعد سنتين من تاريخ إصدار أول أوامره.

## العدول عن تنازله
بعد تنازل مكسيميانوس عن العرش أقنعه ابنه مكسنتيوس بالخروج عن عزلته والعدول عن تنازله.
في محاولة يائسة لمحو المسيحية وبعث الوثنية أصدر مكسيميانوس دازا منشورا في خريف عام 308 يقضي بسرعة إعادة بناء مذابح الأوثان وأن يقدم الجميع الرجال والنساء والأطفال الذبائح مع الالتزام بتذوق التقدمات وأن يقف الحراس أمام الحمامات ليدنسوا بالذبائح كل من يدخل للاغتسال، وقد استمر العمل بهذا لمدة سنتين حتى أنه لم يكن أمام المسيحيين في ذلك الوقت إلا أن يقتلوا أو يموتوا جوعا أو يجحدوا تنصرهم
وفي سنة 311 م أمر مكسيميانوس دازا بإقامة الهياكل في كل مدينة وعين كهنة للأصنام ومنحهم الامتيازات
بعد ذلك وفي سنة 313م شنق مكسيميانوس نفسه

## قسطنطين
تربى قسطنطين في بلاط دقلديانوس وهرب إلى بريطانيا وهناك نودي به إمبراطورا على غاليا وأسبانيا وبريطانيا في عام 306 م خلفا لوالده. عبر جبال الألب وانتصر على منافسه مكسنتيوس بن مكسيميانوس شريك دقلديانوس في حكم الغرب عند قنطرة ملفيا علي بعد ميل واحد من روما، وباد هذا الطاغية هو وجيشه في مياه نهر التيبر في أكتوبر عام 312م.
>

## مواضيع مرتبطة
- الأمبراطورية الرومانية
- قائمة الاباطره الرومان
- كارسيس
- فاوستا